# 哈爾伯特鎮區 (印地安納州馬丁縣)
哈爾伯特鎮區（英語：Halbert Township）是位於美國印地安納州馬丁縣的一個行政鎮區。

## 地方資料
根據2010年美國人口普查的數據，哈爾伯特鎮區的面積為135.60平方千米，當中陸地面積為134.50平方千米，而水域面積為1.10平方千米。當地共有人口1631人，而人口密度為每平方千米12.03人。